# Lake Bluff (Illinois)
Lake Bluff es una villa ubicada en el condado de Lake en el estado estadounidense de Illinois. En el Censo de 2010 tenía una población de 5722 habitantes y una densidad poblacional de 544,02 personas por km².

## Geografía
Lake Bluff se encuentra ubicada en las coordenadas 42°16′58″N 87°51′8″O / 42.28278, -87.85222. Según la Oficina del Censo de los Estados Unidos, Lake Bluff tiene una superficie total de 10.52 km², de la cual 10.5 km² corresponden a tierra firme y (0.17%) 0.02 km² es agua.

## Demografía
Según el censo de 2010, había 5722 personas residiendo en Lake Bluff. La densidad de población era de 544,02 hab./km². De los 5722 habitantes, Lake Bluff estaba compuesto por el 92.05% blancos, el 0.58% eran afroamericanos, el 0.1% eran amerindios, el 5.54% eran asiáticos, el 0% eran isleños del Pacífico, el 0.44% eran de otras razas y el 1.29% pertenecían a dos o más razas. Del total de la población el 1.9% eran hispanos o latinos de cualquier raza.